# Yamila Zambrano
Yamila Zambrano Cuencha (10 de febrero de 1986) es una deportista cubana que compitió en judo. Ganó una medalla de oro en el Campeonato Panamericano de Judo de 2004 en la categoría de –48 kg.

## Palmarés internacional
| Campeonato Panamericano | Campeonato Panamericano       | Campeonato Panamericano | Campeonato Panamericano |
| Año                     | Lugar                         | Medalla                 | Categoría               |
| ----------------------- | ----------------------------- | ----------------------- | ----------------------- |
| 2004                    | Isla de Margarita (Venezuela) | Medalla de oro          | –48 kg                  |